# Yilgarnia
Yilgarnia es un género de arañas migalomorfas de la familia Nemesiidae. Se encuentra en Australia.

## Lista de especies
Según The World Spider Catalog 14.0:
- Yilgarnia currycomboides Main, 1986
- Yilgarnia linnaei Main, 2008